# 上田悠一郎
上田 悠一郎（うえだ ゆういちろう、1988年12月21日 ‐ ）は、日本の俳優である。

## 出演

### テレビドラマ
- 新・京都迷宮案内4（テレビ朝日）

### CM
- 小林製薬 アイボン
- サンガリア 水晶

### スチル
- 啓林館

| スタブアイコン | サブスタブ | この項目は、まだ閲覧者の調べものの参照としては役立たない、俳優（男優・女優）に関連した書きかけの項目です。この項目を加筆・訂正などしてくださる協力者を求めています（P:映画/PJ芸能人）。 |